# Старокузнецов
Старокузнецо́в — хутор в Милютинском районе Ростовской области.
Входит в состав Милютинского сельского поселения.

## География
Через хутор протекает река Гнилая.

## Население
| 2010 |
| ---- |
| 1045 |

## Улицы
| - пер. Автомобилист, - пер. Братский, - пер. Виноградный, - пер. Грушевый, - пер. Долевой, - пер. Дорожный, - пер. Дубовый, - пер. Звездный, - пер. Культурный, - пер. Лесхозовский, | - пер. Маленький 1-й, - пер. Маленький 2-й, - пер. Молочный, - пер. Обороны, - пер. Пищевой, - пер. Подгорный, - пер. Раздольный, - пер. Табунный, - пер. Терновой, | - ул. Заболотная, - ул. Кольцевая, - ул. Кузнецовская, - ул. Озерная, - ул. Степная, - ул. Хлебная, - ул. Центральная. |